# Гусев, Владимир Владимирович
Влади́мир Влади́мирович Гу́сев (род. 4 марта 1964) — советский и российский футболист, защитник.
Воспитанник СДЮШОР «Спартак» Кострома, первый тренер Л. Ю. Фёдоров. Всю карьеру провёл в «Спартаке» во второй (1988—1989, 1992—1993, 1998—1999), второй низшей (1990—1991) и третьей (1994—1995, 1997) лигах СССР и России. В первенстве сыграл 310 матчей (из них четыре аннулированных), забил шесть голов. В 2008 и 2010 годах работал администратором в «Динамо» Кострома.